# Saint-Cirgues (Lot)
Saint-Cirgues is een gemeente in het Franse departement Lot (regio Occitanie) en telt 379 inwoners (2004). De plaats maakt deel uit van het arrondissement Figeac.

## Geografie
De oppervlakte van Saint-Cirgues bedraagt 32,4 km², de bevolkingsdichtheid is 11,7 inwoners per km².
De onderstaande kaart toont de ligging van Saint-Cirgues (Lot) met de belangrijkste infrastructuur en aangrenzende gemeenten.

## Demografie
Onderstaande figuur toont het verloop van het inwonertal (bron: INSEE-tellingen).